# Evžen Štern

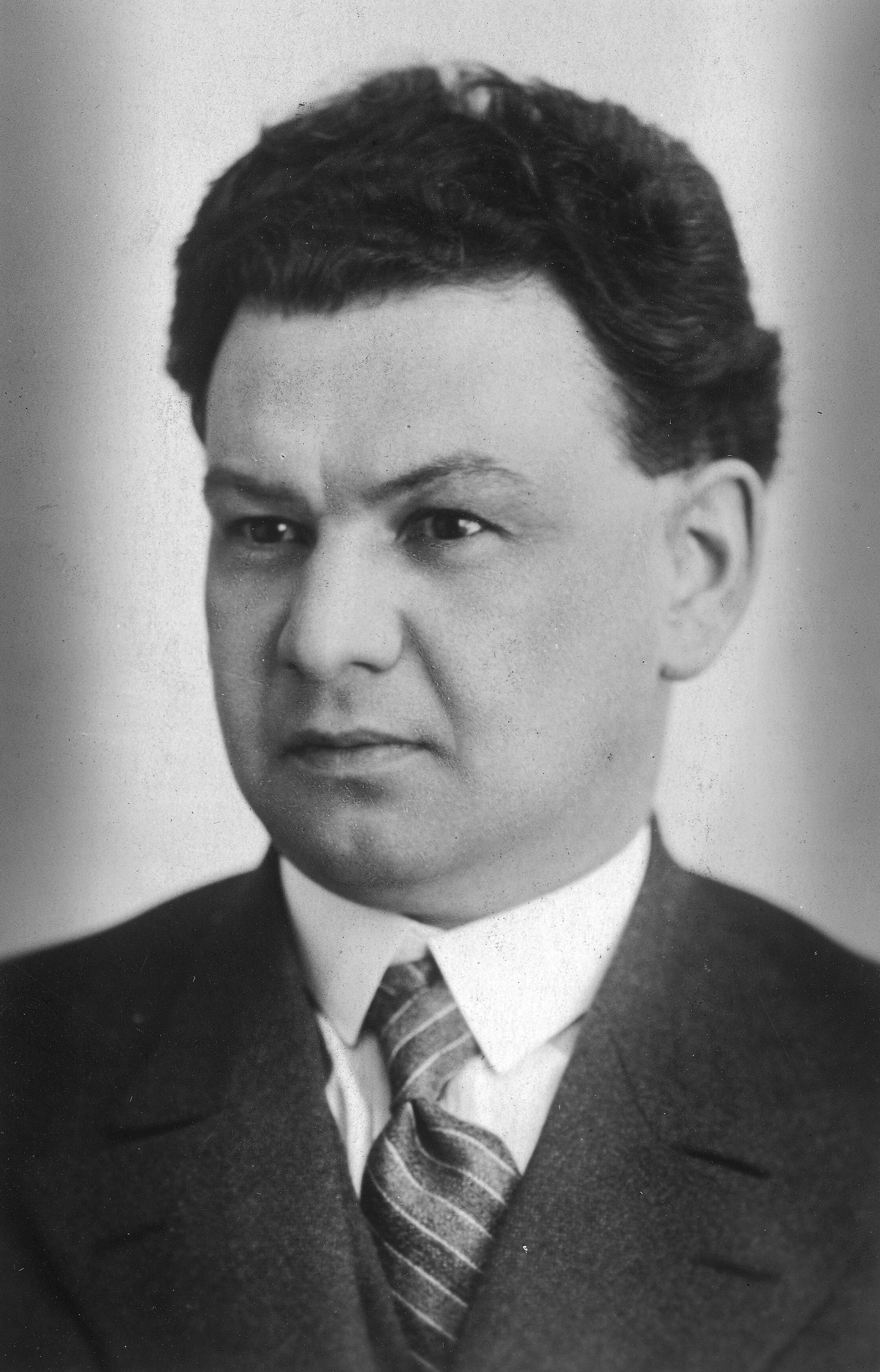
Evžen Štern, foto 1930

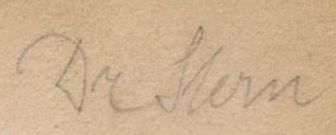
Unterschrift von Evžen Štern

Evžen Štern (* 7. Mai 1889 in Čelakowitz; † 12. November 1942 im KZ Mauthausen) war ein tschechoslowakischer Jurist und Politiker.

## Leben
Štern stammte aus einer tschechisch-jüdischen Kaufmannsfamilie und besuchte das Akademische Gymnasium in Prag und studierte ab 1909 Jura an der tschechischen Karls-Universität in Prag und an der École des Hautes Études Sociales in Paris. 1914 wurde er in Prag promoviert. Štern war zunächst in der realistischen Partei von T. G. Masaryk aktiv, bis er 1911 Mitglied und Funktionär der tschechischen Sozialdemokratie wurde. Er vertrat vor allen Dingen die Genossenschaftsidee und die Idee der Arbeiterselbstverwaltung und befürwortete die tschechisch-jüdische Assimilation. Im Ersten Weltkrieg war er Redakteur der Wochenschrift Socialistické listy. Im tschechoslowakischen Staat wandte er sich ab Ende 1918 gegen eine übereilte Sozialisierung und wurde bald zu einem der bedeutendsten prakt. Sozialpolitiker. Von 1918 bis 1926 leitete er die Abteilung für Arbeitergesetzgebung im Ministerium für soziale Fürsorge in Prag und war an mehreren arbeiterfreundlichen Gesetzen beteiligt. 1919 war er einer der Mitgründer des tschechoslowakischen Sozialinstituts in Prag, dessen Vizepräsident er wurde. Von 1921 bis 1926 vertrat Štern die Tschechoslowakei im Verwaltungsrat des Internationalen Arbeitsamts der Internationalen Arbeitsorganisation in Genf. Ab 1926 war Štern Generalsekretär der Zentralen Sozialversicherungsanstalt in Prag, bis er 1935 deren Direktor wurde. 1938 trat Štern in die Nationale Partei der Arbeit über. 1939 wurde er zeitweise verhaftet, zum einen aus politischen zum anderen aus antisemitischen Gründen. Štern arbeitete auch in der Widerstandsgruppe Věrni zůstaneme mit. Ab Juli 1942 war er in der kleinen Festung Theresienstadt inhaftiert, später dann ins KZ Mauthausen deportiert, wo er ermordet wurde.

## Familie
Evžen Štern war verheiratet mit Růžena, geborene Štěrbová (1894–1963), die als Übersetzerin aus dem Deutschen und Französischen arbeitete. Ihr gemeinsamer Sohn war der Dichter, Literaturkritiker und Journalist Jan Štern (1924–2012).

## Privatbibliothek

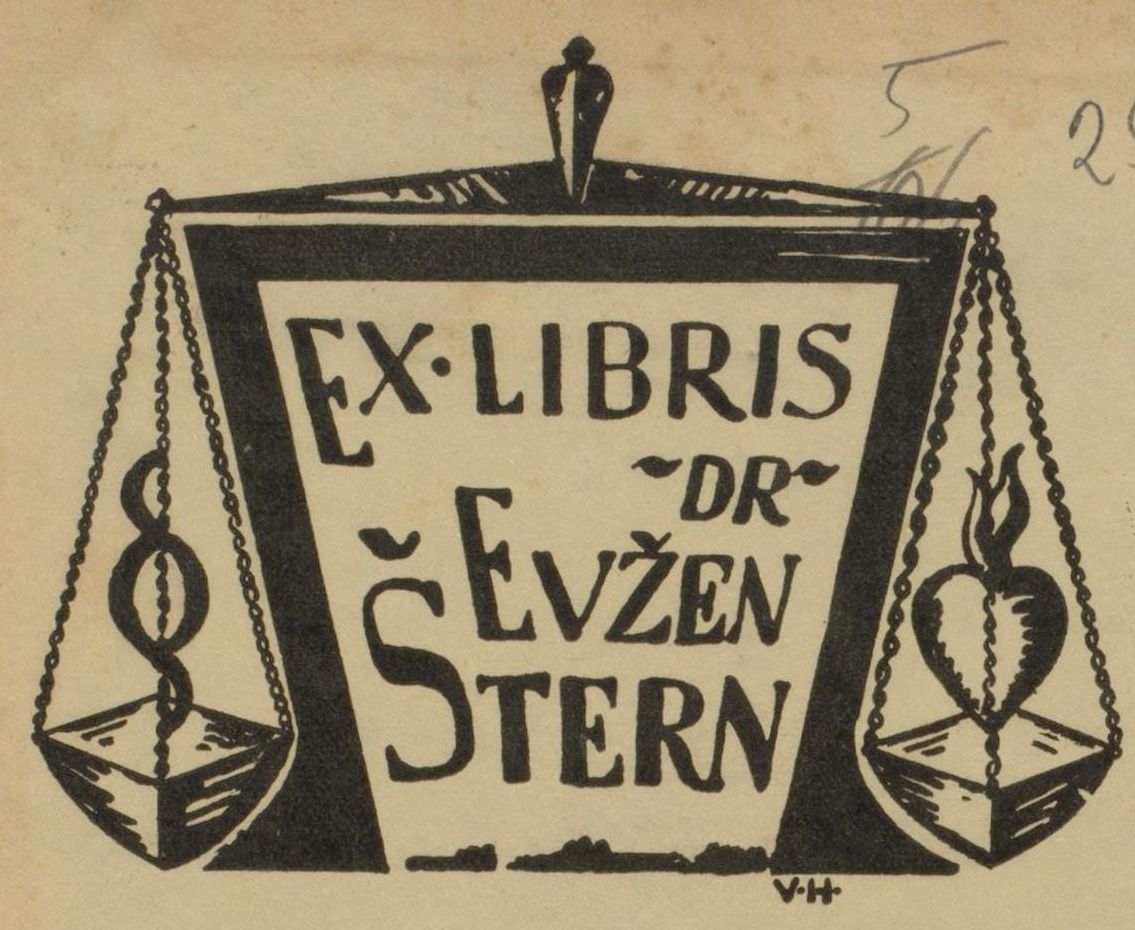
Exlibris von Dr. Evžen Štern

Ein Buch aus der Privatbibliothek von Evžen Štern wurde bei der Suche nach NS-Raubgut in den Beständen der Württembergischen Landesbibliothek Stuttgart gefunden. Es trägt sowohl die handschriftliche Unterschrift Šterns als auch sein Exlibris.

## Werke (Auswahl)
- Názory T. G. Masaryka. náboženství; realismus; humanita; politika; mravnost; ženská otázka; literatura; osobní, Prag: Grosman a Svoboda 1910.
- Kollektivism c̆ili hospodár̆ské tendence socialismu, Prag: Nákladem ústredního dělnického knihkupectví 1912.
- O současném českožidovství, Karlino: Nákl. Týdenníku „Rozvoj“ 1915.
- Socialism a imperialism; hospodářské příčiny světové války, Prag: Svečený 1918.
- Na cestě k hospodářské demokracii, Prag: [Masarykova sociologická společnost] 1926.
- Sociální vymoženosti a břemena u nás a v cizině, Prag: Nákl. Výkonného výboru Československé sociálně demokratické strany dělnické 1927.
- Hg.: Die Sozialversicherung in der Tschechoslowakei, Prag: Orbis 1931 (Publikationen des Sozialinst. in d. CSR; 55).
- Technický pokrok, pracovní doba a mzdy; sociálny řešení hospodářské krise, Prag: Ústřední dělnické knihk. a nakl. (Antonín Svěcený) 1934.
- Kam spěje SSSR? poznatky a úsudky z cesty Sovětským svazem, Prag 1935.